# Amycinae
Amycinae — підродина павуків з родини павуків-скакунів (Salticidae).

## Класифікація
- Amycini
  - Acragas Simon, 1900 — від Центральної до Південної Америки (20 видів)
  - Albionella Chickering, 1946 — Французька Гвіана, Панама (3 види)
  - Amycus C. L. Koch, 1846 — від Мексики до Південної Америка (14 видів)
  - Arnoliseus Braul, 2002 — Бразилія (2 види)
  - Encolpius Simon, 1900 — Південна Америка (3 види)
  - Frespera Braul & Lise, 2002 — Венесуела (2 види)
  - Hypaeus Simon, 1900 — від Центральної до Південної Америки (19 видів)
  - Idastrandia Strand, 1929 — Сінгапур (1 вид)
  - Letoia Simon, 1900 — Венесуела (1 вид)
  - Mago O. P.-Cambridge, 1882 — Південна Америка, Шрі-Ланка (12 видів)
  - Noegus Simon, 1900 — від Центральної до Південної Америки (21 вид)
  - Vinnius Simon, 1902 — Бразилія, Аргентина (4 види)
  - Wallaba Mello — Leitão, 1940 — Західна Індія, Гвіана (3 види)
- Astiini
  - Adoxotoma Simon, 1909 — Австралія, Нова Зеландія (6 видів)
  - Anaurus Simon, 1900 — Бразилія (1 вид)
  - Arasia Simon, 1901 — Австралія, Нова Гвінея (3 види)
  - Aruana Strand, 1911 — Нова Гвінея, острова Ару(2 види)
  - Astia L. Koch, 1879 — Австралія (3 види)
  - Helpis Simon, 1901 — Австралія, Нова Гвінея (8 видів)
  - Jacksonoides Wanless, 1988 — Австралія (7 видів)
  - Megaloastia Zabka, 1995 — Австралія (1 вид)
  - Orthrus Simon, 1900 — Філіппіни, острів Борнео (4 види)
  - Sondra Wanless, 1988 — Австралія (15 видів)
  - Tara Peckham & Peckham, 1886 — Австралія, острів Лорд-Хау (3 види)
  - Tauala Wanless, 1988 — Австралія, Тайвань (8 видів)
- Huriini
  - Admesturius Galiano, 1988 — Чилі, Аргентина (2 види)
  - Atelurius Simon, 1901 — Венесуела, Бразилія (1 вид)
  - Hisukattus Galiano, 1987 — Бразилія, Аргентина, Парагвай (4 види)
  - Hurius Simon, 1901 — Південна Америка (4 види)
  - Maenola Simon, 1900 — Південна Америка (3 види)
  - Scoturius Simon, 1901 — Парагвай, Аргентина (1 вид)
  - Simonurius Galiano, 1988 — Аргентина, Венесуела (4 види)
- Hyetusini
  - Agelista Simon, 1900 — Південна Америка (1 вид)
  - Arachnomura Mello — Leitão, 1917 — Аргентина, Бразилія (2 види)
  - Atomosphyrus Simon, 1902 — Аргентина, Чилі (2 види)
  - Bredana Gertsch, 1936 — США (2 види)
  - Hyetussa Simon, 1902 — Південна Америка (6 видів)
  - Tanybelus Simon, 1902 — Венесуела (1 вид)
  - Titanattus Peckham & Peckham, 1885 — від Центральної до Південної Америки (7 видів)
- Scopocirini
  - Cylistella Simon, 1901 — від Центральної до Південної Америки (7 видів)
  - Cyllodania Simon, 1902 — від Центральної до Південної Америки (2 види)
  - Gypogyna Simon, 1900 — Парагвай, Аргентина (1 вид)
  - Scopocira Simon, 1900 — від Панами до Південної Америки (9 видів)
  - Toloella Chickering, 1946 — Панама (1 вид)
- Sitticini
  - Aillutticus Galiano, 1987 — Аргентина, Бразилія (8 видів)
  - Attulus Simon, 1889 — Європа (1 вид)
  - Jollas Simon, 1901 — від Центральної до Південної Америки, Пакистан (10 видів)
  - Pseudattulus Caporiacco, 1947 — Венесуела, Гвіана (3 види)
  - Semiopyla Simon, 1901 — від Мексики до Аргентини (3 види)
  - Sitticus Simon, 1901 — Євразія, Африка, уся Америка, Галапагоські острови (84 види)
  - Yllenus Simon, 1868 — Євразія, Північна Африка (68 видів)
- Thiodinini
  - Banksetosa Chickering, 1946 — Панама (2 види)
  - Carabella Chickering, 1946 — Панама (2 види)
  - Ceriomura Simon, 1901 — Бразилія, Перу (2 види)
  - Cotinusa Simon, 1900 — від Мексики до Південної Америка (27 видів)
  - Monaga Chickering, 1946 — Панама (1 вид)
  - Parathiodina Bryant, 1943 — острів Гаїті (1 вид)
  - Thiodina Simon, 1900 — від США до Південної Америки (20 видів)